# Pseudonortonia maculinoda
Pseudonortonia maculinoda är en stekelart som först beskrevs av Cameron 1910.  Pseudonortonia maculinoda ingår i släktet Pseudonortonia och familjen Eumenidae. Inga underarter finns listade i Catalogue of Life.